# NGC 200
NGC 200 je galaksija u zviježđu Ribe.

## Vanjske poveznice
- SEDS: NGC 0200